# もりすけ
もりすけ（1986年3月17日 - ）は、吉本新喜劇に所属する日本の舞台芸人である。本名、椎森 敬介（しいもり けいすけ）。
愛媛県上浮穴郡久万高原町（旧美川村）出身・在住。吉本興業所属。愛媛県住みます芸人。

## 来歴
- NSC大阪校 29期生。同期に吉田たち、コマンダンテ、見取り図、ヘンダーソン、ジソンシン、多和田上人など。
- 2013年、吉本新喜劇の第7個目金の卵オーディションを受け合格し入団。
- 2023年2月、吉本新喜劇に籍を残しつつ、愛媛県住みます芸人就任に伴い地元愛媛県へUターン移住する。同時に結婚を発表[1]。

## 人物
- スノーボードが得意。
- 辛い物はあまり得意ではない。
- 髪が非常に薄く、新喜劇のギャグでもよくいじられる。
- 新喜劇に出演する際は、「しいもり」または「けいすけ」という役名になる。
- 同期の見取り図のyoutubeチャンネルにファミリーとして同期で新喜劇の多和田上人と出演しておりピッカリ高木の名を与えられるほかすっぴんの鉄拳さんですかといじられることが多い。

## 出演番組
- よしもと新喜劇（毎日放送）
- Cheeky's a GoGo!【中国・四国】〜行く・見る・味わう・楽しいニッポン〜（BSよしもと、2023年2月 - 2023年6月）※火曜日レギュラー
- キクテレミルラジ265（BSよしもと、2023年7月 - ）※不定期レギュラー出演